# 坂本町 (横須賀市)
坂本町（さかもとちょう）は、神奈川県横須賀市の地名。現行行政地名は坂本町一丁目から坂本町六丁目。住居表示は未実施。

## 地理
横須賀市の北東部に位置し、北東に汐入町、東に不入斗町、南東に鶴が丘、南に金谷、南西に池上、北西に逸見が丘と東逸見町と接している。

### 地価
住宅地の地価は、2023年（令和5年）1月1日の公示地価によれば、坂本町5丁目7番32外の地点で9万5300円/m2となっている。

## 世帯数と人口
2023年（令和5年）4月1日現在（横須賀市発表）の世帯数と人口は以下の通りである。
| 丁目         | 世帯数    | 人口    |
| ------------ | --------- | ------- |
| 坂本町一丁目 | 878世帯   | 2,020人 |
| 坂本町二丁目 | 365世帯   | 678人   |
| 坂本町三丁目 | 573世帯   | 1,158人 |
| 坂本町四丁目 | 227世帯   | 469人   |
| 坂本町五丁目 | 335世帯   | 648人   |
| 坂本町六丁目 | 253世帯   | 507人   |
| 計           | 2,631世帯 | 5,480人 |

### 人口の変遷
国勢調査による人口の推移。
| 年                 | 人口  |
| ------------------ | ----- |
| 1995年（平成7年）  | 7,115 |
| 2000年（平成12年） | 7,605 |
| 2005年（平成17年） | 7,086 |
| 2010年（平成22年） | 6,506 |
| 2015年（平成27年） | 5,938 |
| 2020年（令和2年）  | 5,345 |

### 世帯数の変遷
国勢調査による世帯数の推移。
| 年                 | 世帯数 |
| ------------------ | ------ |
| 1995年（平成7年）  | 2,444  |
| 2000年（平成12年） | 2,791  |
| 2005年（平成17年） | 2,668  |
| 2010年（平成22年） | 2,543  |
| 2015年（平成27年） | 2,397  |
| 2020年（令和2年）  | 2,299  |

## 学区
市立小・中学校に通う場合、学区は以下の通りとなる（2022年3月時点）。
- 丁目、番・番地等 : 一丁目〜六丁目、各全域
  - 小学校 : 横須賀市立桜小学校
  - 中学校 : 横須賀市立坂本中学校

## 事業所
2021年（令和3年）現在の経済センサス調査による事業所数と従業員数は以下の通りである。
| 丁目         | 事業所数  | 従業員数 |
| ------------ | --------- | -------- |
| 坂本町一丁目 | 26事業所  | 272人    |
| 坂本町二丁目 | 21事業所  | 73人     |
| 坂本町三丁目 | 20事業所  | 61人     |
| 坂本町四丁目 | 14事業所  | 61人     |
| 坂本町五丁目 | 12事業所  | 49人     |
| 坂本町六丁目 | 10事業所  | 53人     |
| 計           | 103事業所 | 569人    |

### 事業者数の変遷
経済センサスによる事業所数の推移。
| 年                 | 事業者数 |
| ------------------ | -------- |
| 2016年（平成28年） | 99       |
| 2021年（令和3年）  | 103      |

### 従業員数の変遷
経済センサスによる従業員数の推移。
| 年                 | 従業員数 |
| ------------------ | -------- |
| 2016年（平成28年） | 397      |
| 2021年（令和3年）  | 569      |

## 施設
- 横須賀市立桜小学校
- 横須賀市立坂本中学校
- 横須賀市立不入斗中学校
- 横須賀警察署 坂本町交番
- 横須賀市立中央斎場

## その他

### 日本郵便
- 郵便番号 : 238-0043[2]（集配局 : 横須賀郵便局[15]）。